# Blade (postać)

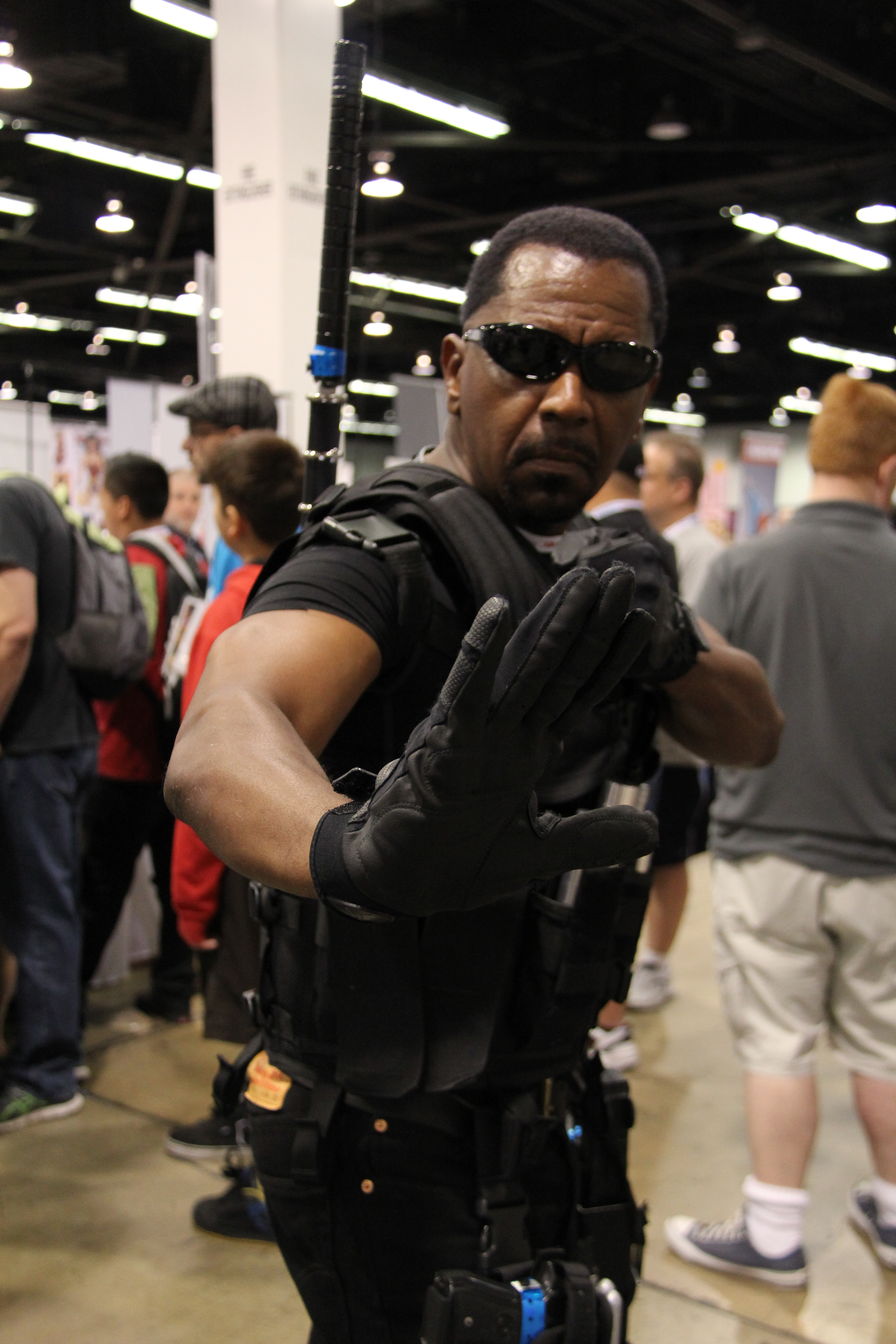
Cosplay postaci Blade'a

Blade (Eric Brooks) – fikcyjna postać pojawiająca się w amerykańskich komiksach wydawanych przez Marvel Comics. Bohater komiksowy stworzony przez pisarza Marva Wolfmana oraz grafika Gene’a Conlana. Po raz pierwszy pojawił się w komiksie The Tomb of Dracula #10 wydanym w 1973.

## Blade w komiksach
W komiksach matka Blade'a została ukąszona i zabita przez wampira Deacona Frosta, gdy była w ostatnim miesiącu ciąży. Dzięki temu Blade posiada naturalną odporność na ugryzienia wampirów, a za swój życiowy cel postawił sobie polowanie na grasujące po świecie wampiry. Na co dzień znany jest jako Eric Brooks i z zawodu jest trębaczem jazzowym.

## Blade w filmach
W trylogii filmów produkcji New Line Cinema Blade jest w połowie wampirem i w połowie człowiekiem (tzw. dhampir), posiadającym wiele nadludzkich zdolności (nadludzka siła, szybkość, wytrzymałość), odpornym na promieniowanie UV, lecz cierpiącym na wciąż nawracający głód krwi. Pochodzenie jego mocy nie zmienia się w stosunku do komiksów; Blade rodzi się dhampirem przez wampira, który ukąsił jego matkę w trakcie jej ciąży. Zmienia się natomiast fakt śmierci matki Blade'a - w trylogii New Line Cinema pozostaje ona przy życiu jako wampir, chociaż Blade pozostaje tego nieświadomy aż do wydarzeń przedstawionych w pierwszym filmie trylogii.
Blade ze względu na swoją pół-ludzką naturę nie umiera po wystawieniu się na działalność promieniowania UV, może więc poruszać się za dnia w przeciwieństwie do wampirów. Z tego powodu jest nazywany przez wampiry "chodzącym za dnia" (ang. daywalker).

## Ekranizacje
- W trylogii filmowej wyprodukowanej przez New Line Cinema (Blade: Wieczny łowca, Blade: Wieczny łowca II, Blade: Mroczna Trójca) w rolę Blade'a wcielił się Wesley Snipes. W 2006 roku powstał również 13-odcinkowy serial, kontynuujący historię przedstawioną w filmach. Snipesa zastąpił w roli głównej Sticky Fingaz.
- W 2012 roku prawa do ekranizacji postaci powróciły do Marvel Studios[2]. Spekulowano wówczas o możliwości powrotu Snipesa do roli[3][4][5]. Dyskutowano również o crossoverze z serią Underworld[6]. W lipcu 2019, podczas San Diego Comic-Conu, ogłoszono, że w kolejnej ekranizacji Blade'a w główną rolę wcieli się Mahershala Ali[7]. Film będzie rebootem serii i wejdzie w skład Filmowego Uniwersum Marvela[8]. Ali zadebiutował w MCU jako Blade w scenie po napisach filmu Eternals (2021), lecz było to tylko głosowe cameo[9]. W Deadpool & Wolverine Blade'a zagrał jednak powracający do swej roli Wesley Snipes[10].